# Špaček čínský
Špaček čínský (Sturnia sinensis) je druh pěvce žijící v jižní a východní Asii (např. v JV Číně, Vietnamu).
Vyskytuje se převážně v otevřené krajině, včetně té zemědělské a lidských sídel. Potravu získává na zemi i mezi stády dobytka. Žije a hnízdí v hejnech, často i s dalšími druhy ptáků.
U druhu existuje pohlavní dimorfismus. Samec má čtyřbarevné peří: bílé, černé, šedé i okrové. Samice je sice samci podobná, ale je celkově více šedá a barvy peří nejsou tolik kontrastní.
Živí se hmyzem i částmi rostlin, včetně plodů.
Dosahuje délky 17 až 20 cm a váhy přibližně 60 g (61 g) Samice snáší čtyři vejce.
V Číně jeho stavy poměrně rychle klesají. Aktuálně je řazen mezi málo dotčené taxony.

## Chov v zoo
Tento druh byl na počátku roku 2020 chován ve 13 zoo v devíti evropských zemích. Jediným státem se třemi zoo se špačkem čínským bylo v tu dobu Česko. Jednalo se o tato zařízení:
- Zoo Ostrava
- Zoo Plzeň
- Zoo Praha

Na Slovensku tento druh na počátku roku 2020 ani nikdy v minulosti chován nebyl.

### Chov v Zoo Praha
V Zoo Praha je špaček čínský chován od roku 2012. Na konci roku 2018 byly chovány dva páry. V lednu 2020 byl dovezen pár ze Zoo Plzeň. V květnu 2020 se narodila dvě mláďata a další dvě následovala v srpnu stejného roku.
K vidění je v pavilonu Sečuán, který představuje ptáky podhůří Himálaje.